# 偉俊礦業集團
偉俊礦業集團有限公司，簡稱偉俊礦業集團（英語：Wai Chun Mining Industry Group Company Limited，港交所：660），在1988年，當時總部香港成立前身為「耐力鞋業有限公司」，也是當時生產和銷售運動鞋及運動型輕便鞋、工作鞋、安全鞋、高爾夫球鞋及其他功能鞋，而現時業務經營製造及銷售變性澱粉及其他生化產品。而股份連同認股權證（1995年2月3日到期）在1993年2月5日，於港交所主板上市，前身為「耐力國際集團有限公司」，主席為林清渠。
2016年1月29日，該公司進行以6.5億港元，收購海一有限公司所有股權項目，並更名為「偉俊文化投資有限公司」；2017年4月26日，再進一步延長收購期限；2017年5月31日，所有項目終止收購。

## 連結
- 0660.hk （页面存档备份，存于）